# Никонорова, Екатерина Васильевна
Екатерина Васильевна Никонорова (19 июня 1951, Серпухов, Московская область, РСФСР, СССР) — советский и российский библиотечный деятель, специалист в области социальной экологии, доктор философских наук (1994), профессор (1996).

## Биография
Родилась 19 июня 1951 года в Серпухове. В 1968 году поступила в МГУ, который она окончила в 1973 году. В 1985 году была принята на работу в Институт молодёжи, который окончила в 1993 году. С 1993 года вплоть до 1999 года работала одновременно в РАУ и РАГС. 
В 1999 году принята на работу в РГБ на должность директора по научной и издательской деятельности. Одновременно с этим с 2003 года занимает пост генерального директора НП БАЕ.
С 2005 года член-корреспондент РАЕН.  

## Научные работы
Основные научные работы посвящены инновационной деятельности библиотек. Автор свыше 70 научных работ.